# Гамбургское адмиралтейство

Флаг Гамбургского Адмиралтейства

Гамбургское адмиралтейство — самое важное портовое управление в Гамбурге с 1623 по 1811 год.

## История
Адмиралтейство было основано в 1623 году по инициативе гамбургских купцов для защиты торговых судов, главным образом в Атлантике, от пиратов.
Адмиралтейство также контролировало Гамбургский арсенал. Благодаря ему можно было выкупить похищенных пиратами гамбургских моряков.
Адмиралтейство имело собственную верфь, на которой строились эскортные корабли, в основном фрегаты: «Вапен фон Гамбург» (I), «Вапен фон Гамбург» (II), «Вапен фон Гамбург» (III), «Вапен фон Гамбург» (IV), «Леопольдус Примус» и "Адмиралитэт фон ". Гамбург.
Однако на Адмиралтейство постепенно возлагались другие задачи: оно было высшим полицейским органом в порту, коллегия отвечала за лоцманскую проводку на Нижней Эльбе и отвечала за маяки на Нойверке и навигационные знаки на Эльбе. Кроме того, с 1623 года как адмиралтейство являлось высшим судебным органом при спорах в порту, касающихся судоходства и морской торговли. Таким образом, Адмиралтейство также отвечало за страхование и диспетчерскую службу.
В 1754 году образование навигационной школы Гамбурга регламентировало и организовало подготовку шкиперов.
Поскольку некоторые купцы не были удовлетворены работой Адмиралтейства, они основали в 1662 году «Конвойную депутацию», которая со временем стала Торговой палатой Гамбурга. После захвата города в 1811 году французскими войсками Наполеона Бонапарта Адмиралтейство было распущено. Их обязанности перешли к торговому суду и вновь созданной судоходной и портовой депутации.
Власти порта Гамбурга до сих пор носят флаг адмиралтейства, гамбургский флаг с синим якорем с жёлтой перекладиной, лежащий за воротами замка. Он также используется в качестве служебного флага на воде: пожарные катера и катера водной полиции носят его как гюйс, ранее сделанный из жести, в настоящее время же, из твердой пластмассы.